# Yohan Tavares
Yohan Tavares (* 2. März 1988 in Tours) ist ein portugiesisch-französischer Fußballspieler.

## Karriere

### Verein
Yohan Tavares erlernte das Fußballspielen in der Jugendmannschaft vom Le Mans FC im französischen Le Mans. Hier unterschrieb er 2007 auch seinen ersten Vertrag, wo er in der zweiten Mannschaft eingesetzt wurde. Mitte 2008 wechselte er nach Portugal, wo er sich dem SC Beira-Mar anschloss. Der Verein aus Aveiro spielte in der zweiten portugiesischen Liga, der Segunda Liga. Die Saison 2009/2010 wurde der Verein Meister der zweiten Liga und stieg somit in die erste Liga auf. Für Beira-Mar bestritt er insgesamt 57 Spiele. Nach Belgien zog es ihn Mitte 2012. Hier unterschrieb er einen Vertrag beim Erstligisten Standard Lüttich in Lüttich. Für Standard absolvierte er drei Spiele in der Division 1A. Von Anfang 2013 bis Mitte 2013 wurde er an den GD Estoril Praia nach Estoril ausgeliehen. Mitte 2013 unterschrieb er einen Vertrag bei Chievo Verona. Chievo spielte in der ersten italienischen Liga, der Serie A. Nach wenigen Tagen wurde sein Vertrag wieder aufgelöst und er wechselte zu GD Estoril Praia. Nach Asien zog es in 2017. Hier unterschrieb er in Thailand einen Vertrag bei Bangkok United. Der Verein aus der thailändischen Hauptstadt Bangkok spielte in der höchsten Liga des Landes, der Thai League. Im gleichen Jahr stand er mit Bangkok im Finale des FA Cup. Im Endspiel unterlag man Chiangrai United mit 4:2. 25 Erstligaspiele absolvierte er für Bangkok United. Nach einem Jahr ging er wieder nach Portugal. Hier stand er bis Mitte 2018 für Vitória Setúbal auf dem Spielfeld. Der Verein spielte in der ersten Liga, der Primeira Liga. Am 1. Juli 2018 unterschrieb er in Zypern einen Vertrag bei APOEL Nikosia. Dieser wurde jedoch am 29. August 2018 wieder aufgelöst. Im September 2018 verpflichtete ihn der französische Zweitligist ES Troyes AC. Mit dem Klub aus Troyes spielte er 32-mal in der zweiten Liga, der Ligue 2. Der portugiesische Erstligist CD Tondela aus Tondela nahm ihn Mitte 2019 unter Vertrag. In zwei Jahren absolvierte er 57 Spiele und schoss dabei drei Tore. Ende August 2021 unterschrieb er einen Vertrag beim Ligakonkurrenten Belenenses SAD in Oeiras und ein Jahr später wechselte er zum französischen Zweitligisten Stade Laval.

### Nationalmannschaft
Am 19. Mai 2011 bestritt Tavares eine Testspielpartie für die portugiesische U-23-Nationalmannschaft gegen England. Beim 1:0-Auswärtserfolg in Northampton erzielte der Innenverteidiger in der 64. Minute den Siegtreffer. 

## Erfolge
- Portugiesischer Zweitligameister: 2010